# Ramada e Caneças
Ramada e Caneças (oficialmente, União das Freguesias de Ramada e Caneças) é uma freguesia portuguesa do município de Odivelas, com 9,66 km² de área e 34531 habitantes (censo de 2021). A sua densidade populacional é 3 574,6 hab./km².

## História
Foi criada aquando da reorganização administrativa de 2012/2013,  resultando da agregação das antigas freguesias de Ramada e Caneças.

## Demografia
A população registada nos censos foi:
| Distribuição da População por Grupos Etários | Distribuição da População por Grupos Etários | Distribuição da População por Grupos Etários | Distribuição da População por Grupos Etários | Distribuição da População por Grupos Etários |
| -------------------------------------------- | -------------------------------------------- | -------------------------------------------- | -------------------------------------------- | -------------------------------------------- |
| Ano                                          | 0-14 Anos                                    | 15-24 Anos                                   | 25-64 Anos                                   | > 65 Anos                                    |
| 2001                                         | 4341                                         | 3869                                         | 16476                                        | 2731                                         |
| 2011                                         | 5325                                         | 3390                                         | 18835                                        | 4431                                         |
| 2021                                         | 5641                                         | 3713                                         | 18656                                        | 6521                                         |

À data da junção das freguesias, a população registada no censo anterior (2011) foi:
| Freguesia atual                          | Freguesia atual  | Freguesia atual | Freguesias antigas | Freguesias antigas | Freguesias antigas |
| Freguesia                                | População (2011) | Área (km²)      | Freguesia          | População (2011)   | Área (km²)         |
| ---------------------------------------- | ---------------- | --------------- | ------------------ | ------------------ | ------------------ |
| União das Freguesias de Ramada e Caneças | 32 981           | 9,66            | Ramada             | 19 657             | 3,86               |
| União das Freguesias de Ramada e Caneças | 32 981           | 9,66            | Caneças            | 12 324             | 5,85               |

## Património
- Dólmen das Pedras Grandes
- Dólmen conhecido por «Dólmen do Sítio das Batalhas»
- Conjunto das cinco fontes de Caneças (Fontainhas, Piçarras, Passarinhos, Castelo de Vide e Castanheiros)
- Fonte do Ouro
- Igreja Paroquial de são Pedro de Caneças
- Casa da Cultura
- Marco de delimitação
- Moinho das covas
- Cerro da Amoreira
- Casa de Vasco Santana